# شيرمان جونز
شيرمان جونز (بالإنجليزية: Sherman Jones)‏ هو لاعب كرة قاعدة وسياسي أمريكي، ولد في 10 فبراير 1935 في وينتون في الولايات المتحدة، وتوفي في 21 فبراير 2007 في كانساس سيتي في الولايات المتحدة. انتخب عضو مجلس ولاية كانساس وانتخب عضو مجلس نواب كنساس.

## روابط خارجية
- شيرمان جونز على موقع دوري كرة القاعدة الرئيسي (الإنجليزية)
- شيرمان جونز على موقعبيزبول رفرنس.كوم (الدوري الرئيسي) (الإنجليزية)
- شيرمان جونز على موقعبيزبول رفرنس.كوم (الدوري الثانوي) (الإنجليزية)